# 애나 빌러
애나 빌러(Anna Biller)는 미국의 영화 감독, 영화 각본가이다. 캘리포니아주 뉴욕에서 나고 자랐다. 어머니는 일본계 미국인으로 패션 디자이너이며, 아버지는 시각 예술가이다. 부모님의 예술적 영향을 받아 그녀의 작품들은 화려한 디자인의 의상, 다채로운 색상 사용과 고전 영화적 분위기를 조성하는 것이 특징이다. 페미니스트로서 페미니즘 요소 역시 작품들에 녹아들어 있다.

## 작품 목록

### 영화
- Three Examples of Myself as Queen (단편, 1994)
- The Hypnotist (단편, 2001)
- A Visit From the Incubus (단편, 2001)
- 환상의 주부, 비바 (2007)
- 사랑의 마녀 (2016)